# Banda de Dodge City
La Banda de Dodge City eran un grupo de pistoleros y apostadores de Kansas que dominaron la vida política y económica de Las Vegas, Nuevo México en 1879 y principios de 1880. Esto se produjo en momentos en que Las Vegas estaba en pleno auge y se pensaba que era la futura metrópoli de Nuevo México. Al igual que con muchas ciudades en auge, atrajo a un número de oportunistas y forajidos.

## Organización
La banda estaba compuesta en gran parte de combatientes de las recientes Guerras Ferroviarias de Ratón, Nuevo México, y Royal Gorge, Colorado.  Estos incluían a John Joshua Webb, "Sucio" Dave Rudabaugh, y Misterioso Dave Mather. La banda era una asociación libre unida, y su presunto líder fue Hyman Neill, más conocido como Hoodoo Brown, que tenía asegurada la posición de juez de paz.  Doc Holliday estaba en la ciudad y tenía amistad con los miembros de la banda, a pesar de que generalmente no figura como miembro.
La banda consiguió miembros o amigos en posiciones de aplicación de leyes locales, con la idea de ser, en su mayor parte, que sus acciones fueran para controlar los establecimientos de juego y buscar grandes ganancias. Algunos miembros, en particular Dave Rudabaugh, parecían satisfechos con esto y se sospecha de varios robos de diligencias y otros actos criminales.
La mala reputación de la ciudad atrajo una serie de personajes al margen de la ley.  Billy the Kid pasó por ahí en 1879, como lo hizo Jesse James, aunque ninguno fue jamás parte de la banda. Una leyenda local cuenta que los dos bandidos famosos se juntaron para cenar en el Hotel Viejo Adobe en las cercanías de Hot Springs, Nuevo México.  Supuestamente Jesse invitó a Billy a venir a Misuri y unirse a su banda, pero the Kid lo rechazó. Sin embargo, eso es generalmente visto como leyenda, y no está confirmado que los dos se hayan conocido alguna vez.
A principios de 1880 el curso de la opinión pública se había vuelto contra la banda. Webb fue arrestado después de su implicación en un tiroteo que bien pudo haber sido en defensa propia, pero gran parte debido a su asociación con la banda, recibió una sentencia de cárcel. Rudabaugh fue encarcelado también por su participación en actos delictivos. Tanto él como Webb finalmente escaparon. Muchos otros miembros de la organización dejaron la ciudad. El poder de la banda duró sólo una cuestión de meses. Fue condenada por los excesos y la codicia de sus miembros, y su incapacidad para disimular sus actos.
La frase "Banda de Dodge City" también puede ser utilizada para describir el grupo informal que dominó Dodge City, Kansas en los 1870. En un momento u otro la banda incluyó a Wyatt Earp, Bat Masterson, Doc Holliday, y Luke Short.